# Balve
Balve település Németországban, azon belül Észak-Rajna-Vesztfália tartományban. Lakosainak száma 11 108 fő (2023. december 31.). Balve Hemer és Sundern községekkel határos.

## Fekvése
Iserlohntól keletre fekvő település.

## Leírása
A Hönne szűk völgyében (Hönnetal) fekvő városkának szép 12. századból való román temploma (Blasiuskirche) van. Helytörténeti múzeumában a közeli Balver Höhleből és a Hönne völgy más barlangjaiból származó kőkorszaki leletek láthatók.

## Nevezetességek
- Helytörténeti múzeum
- Blasiuskirche -12. századi román stílusban épült templom

## Itt születtek, itt éltek
- Josef Putter (1890-1982), helytörténész
- Theodor Pröpper (1896-1979)
- Dieter Graf Landsberg-Velen (1925-2012), alelnöke a NOC (Nemzeti Olimpiai Bizottság)
- Franz Cramer (1740-1796) bencés tanár Bonnban.
- Franz Anton Höynck (1842-1920), lelkész és történész.
- Josef Grendel SVD (1878-1951), teológus
- Theodor Pröpper (1896-1979) zeneszerző, egyházi zenész és népköltő
- Franz Lenze (1910-2005), politikus (CDU), országgyűlési képviselő 1953-1972
- Friedrich Sommer (1912-1998), matematikus, egyetemi tanár Bochumban.
- Christa Biederbick (* 1940), német művész.
- Thomas Pröpper (1941-2015), katolikus dogmatikai és fundamentális teológus
- Kathrin Heinrichs (* 1970), szerző és kabaré művész
- Tobi Schaefer (* 1980), a rádió műsorvezetője

## Személyiségek, akik itt dolgoztak
- 1922-ben: Franz Hoffmeister (1898-1943), miniszter és alapítója a Sauerland Heimatbund
- 1949-1998 között: Hermann Wedekind (1910-1998), tiszteletbeli elnöke, a Balver barlang fesztiválnak

## Galéria

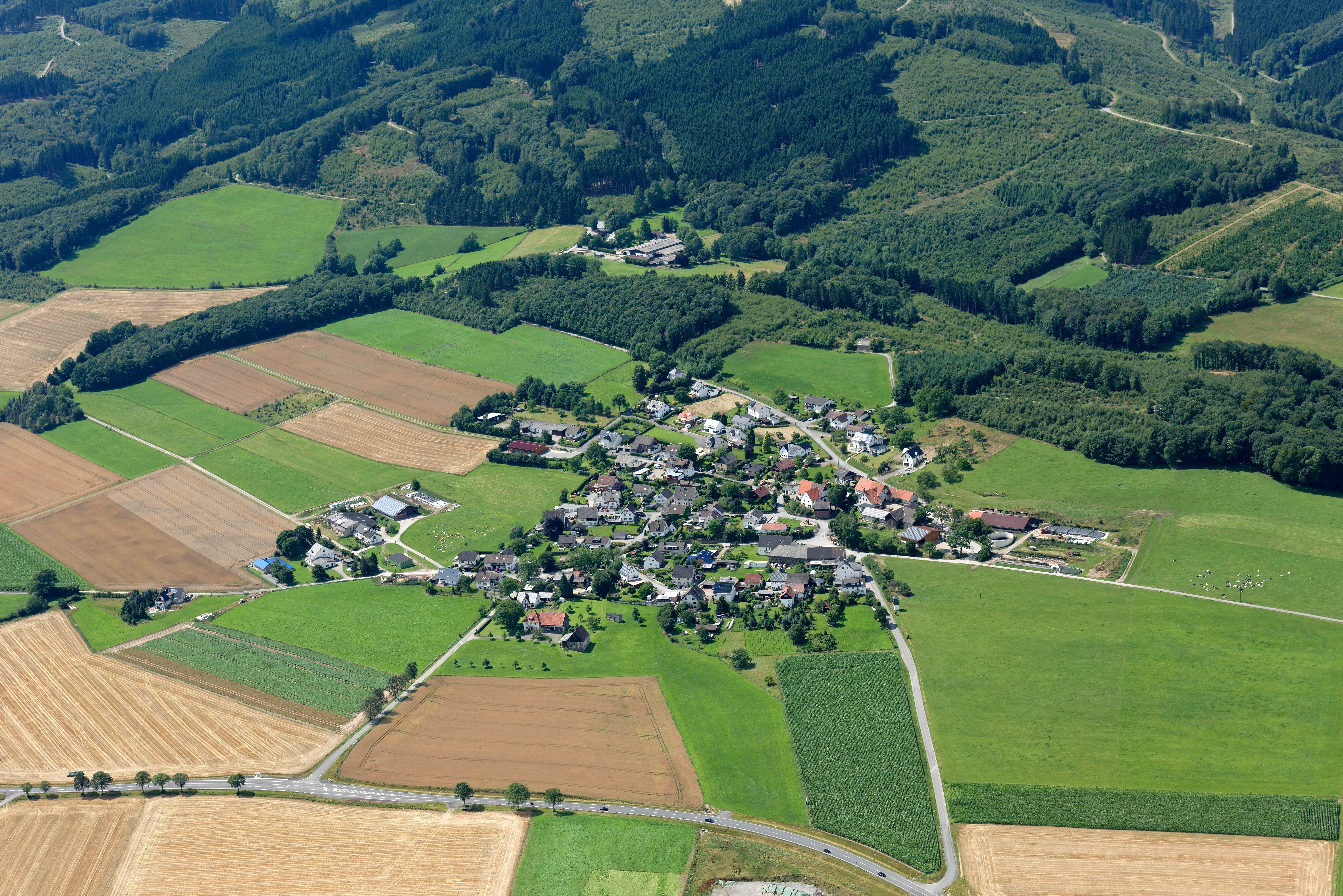
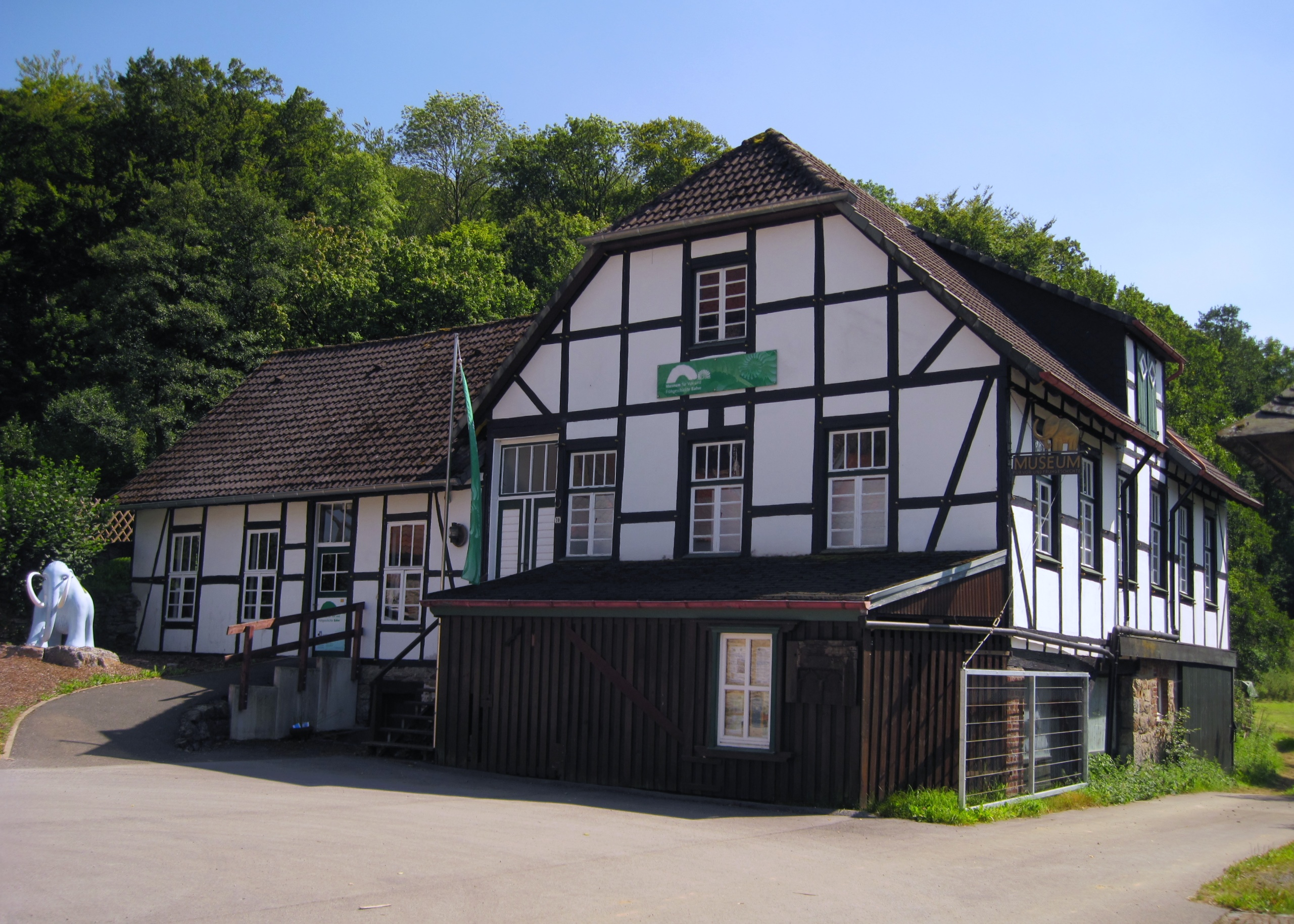
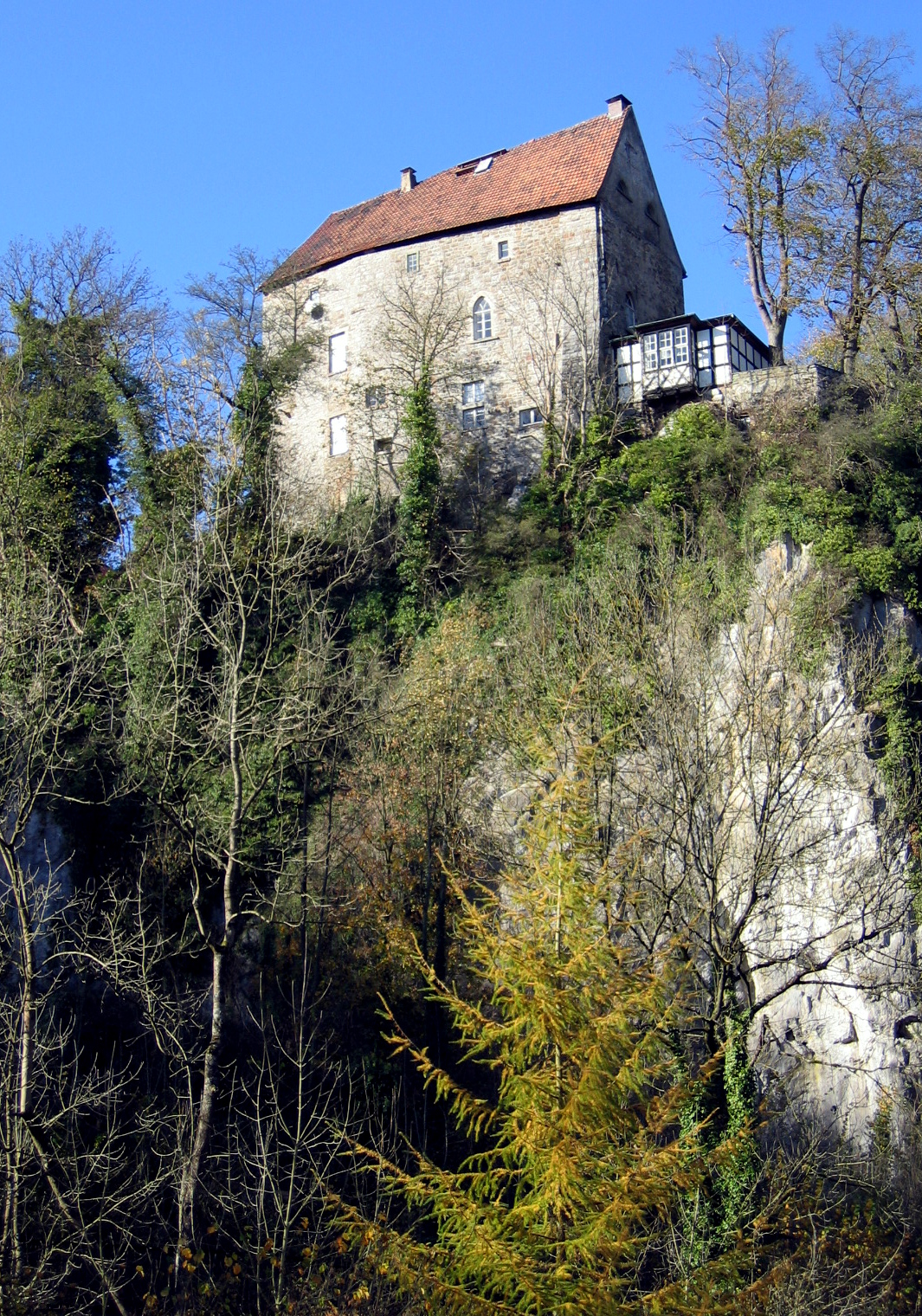
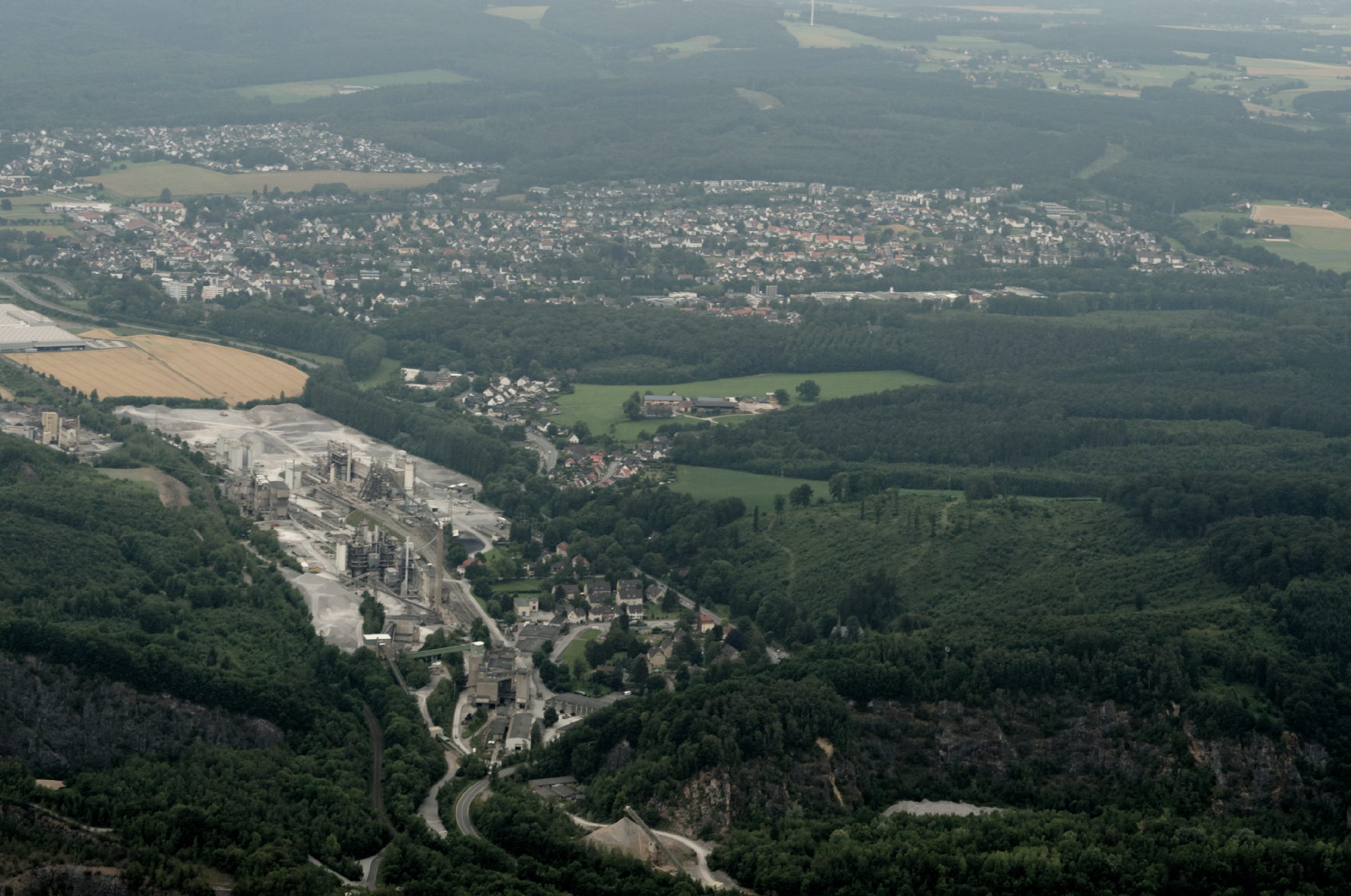
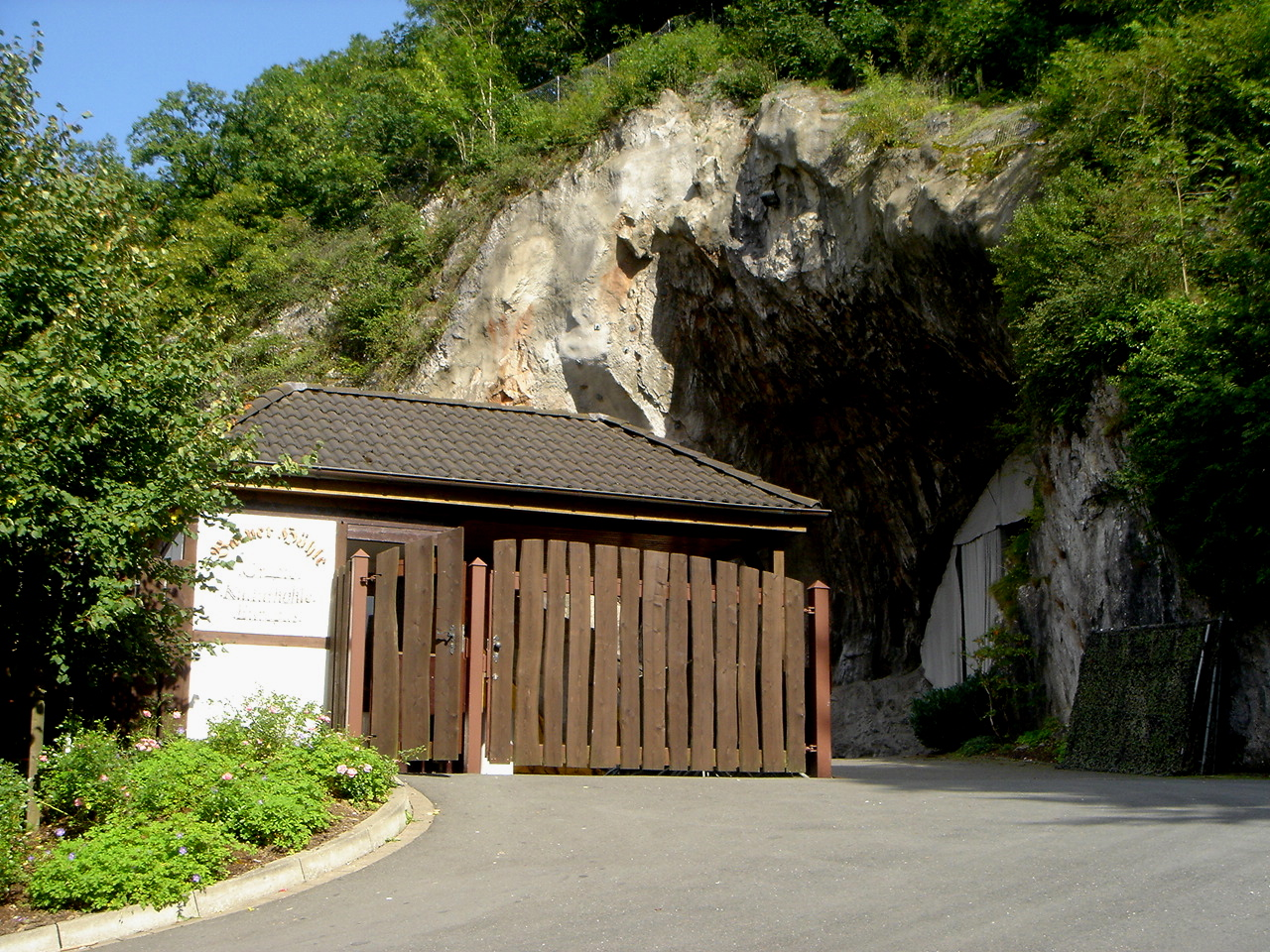
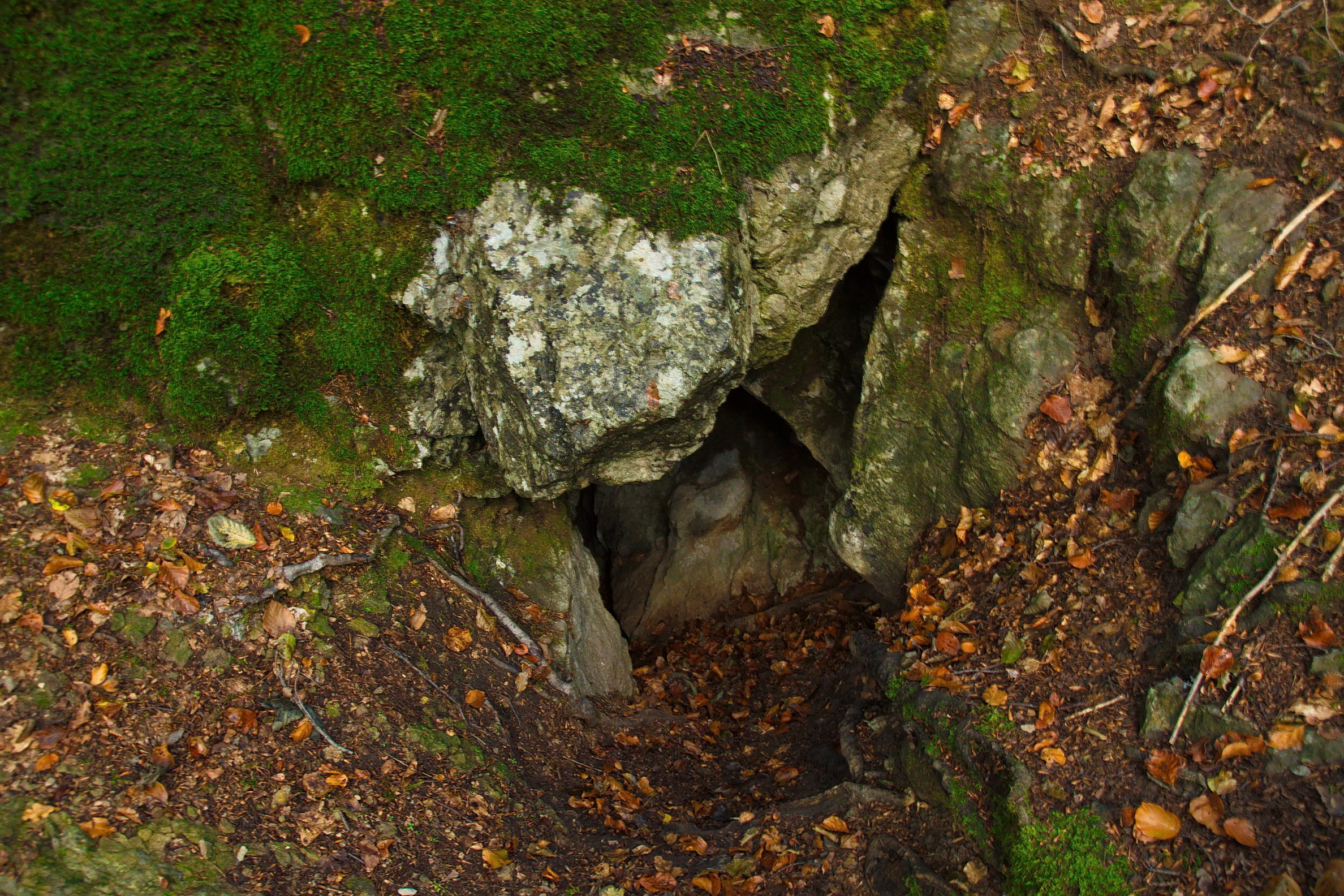
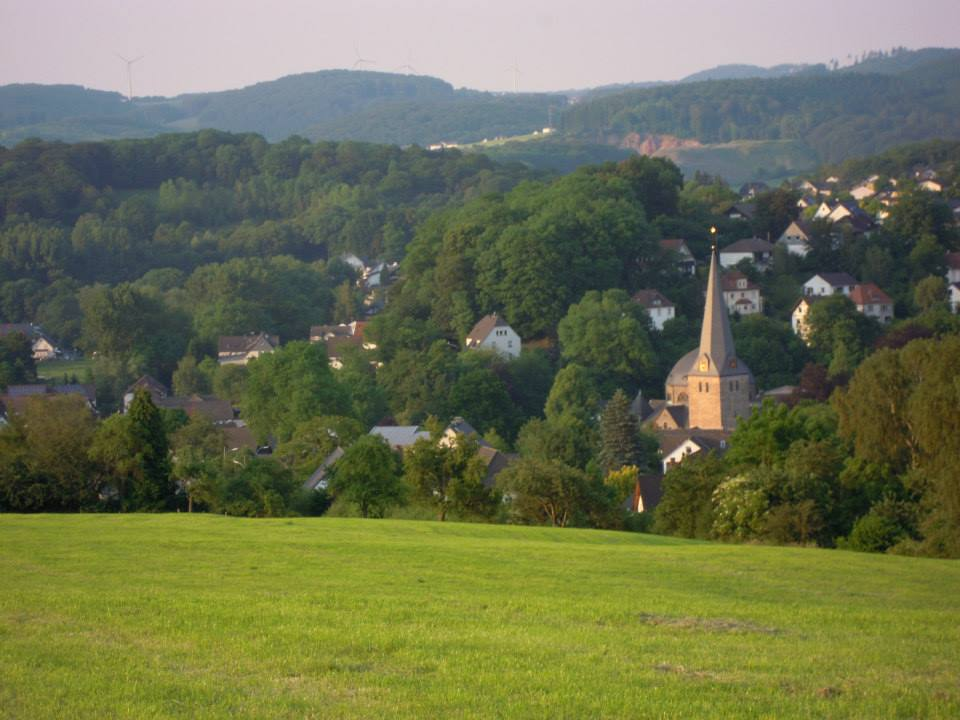
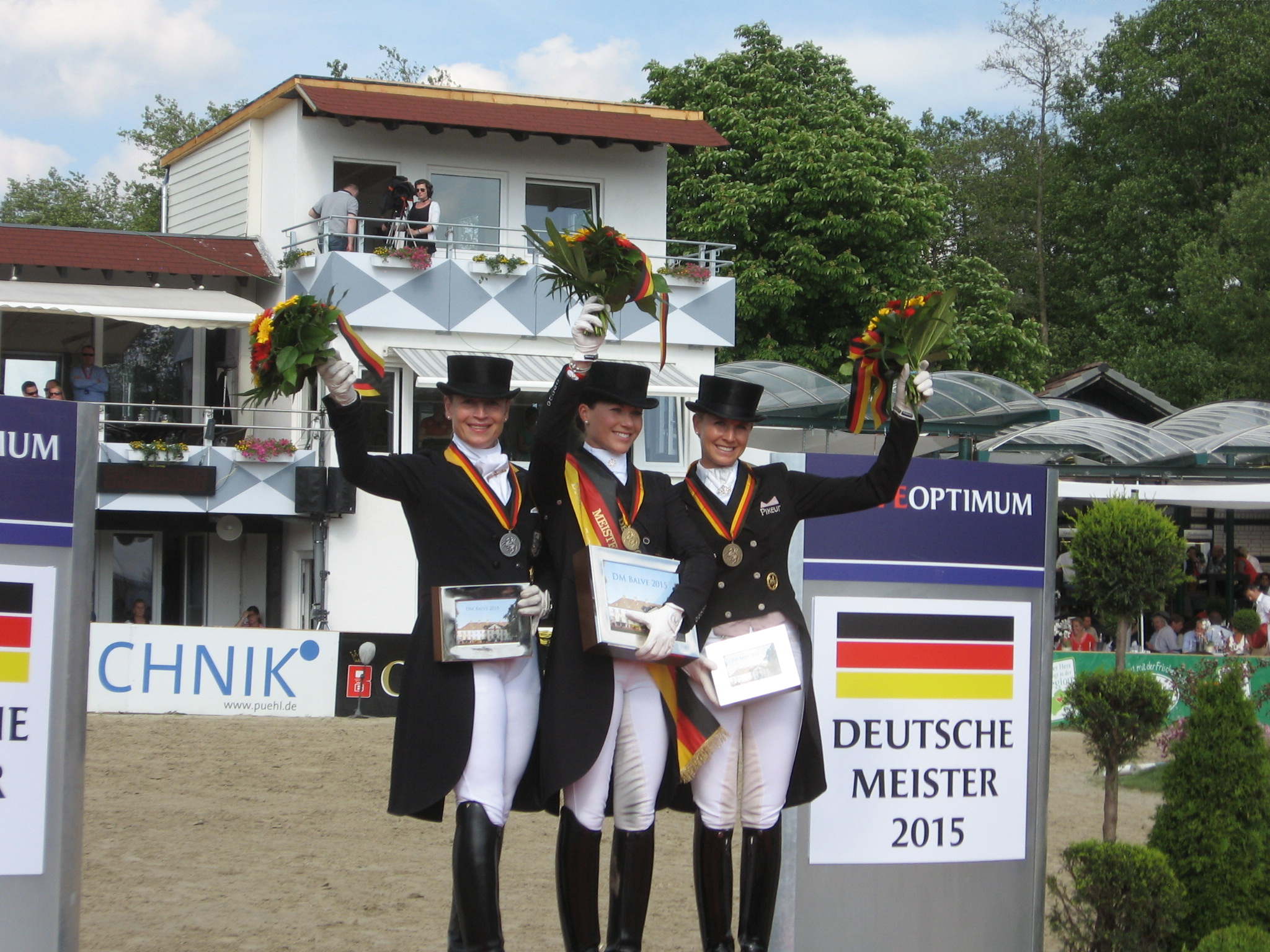
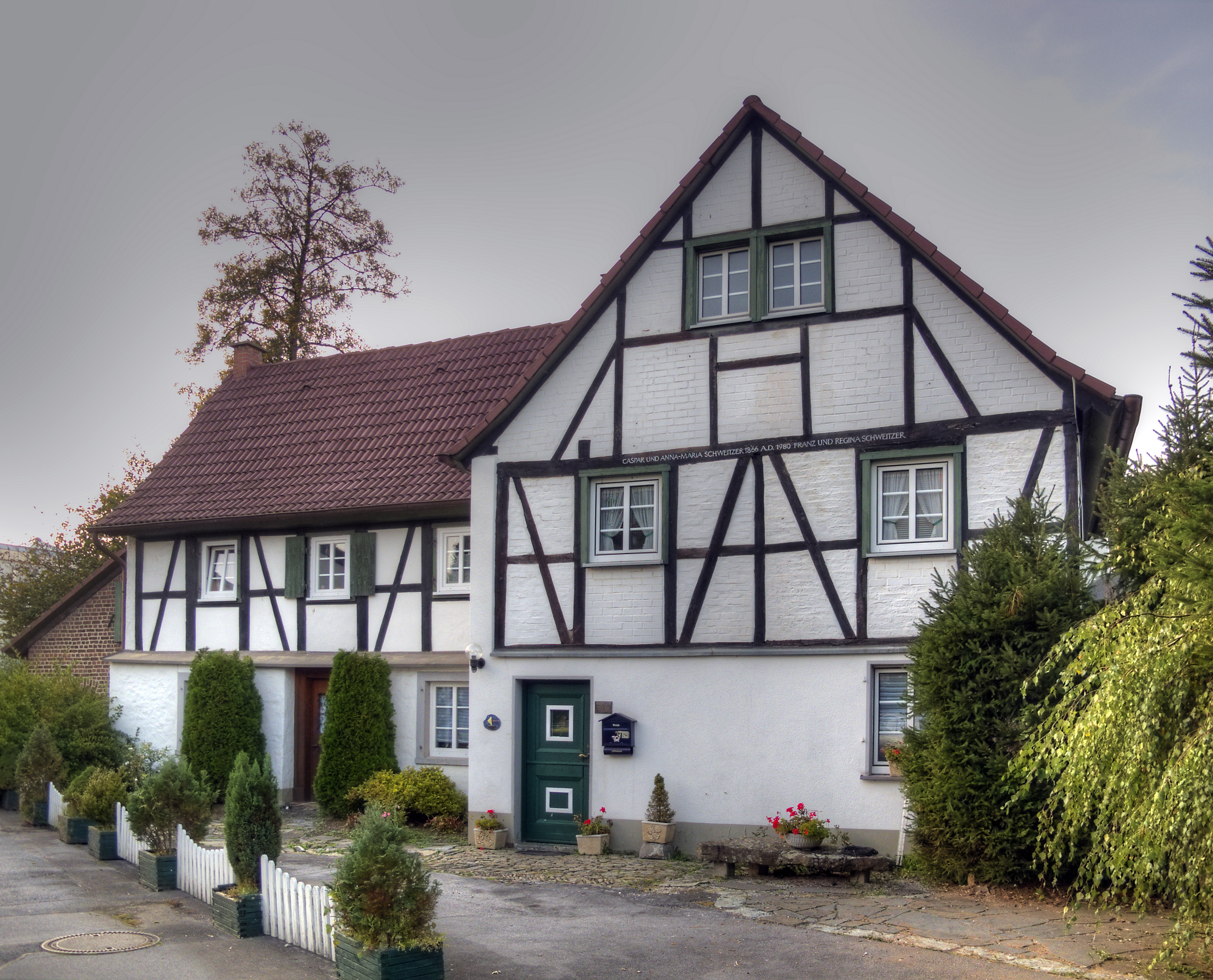
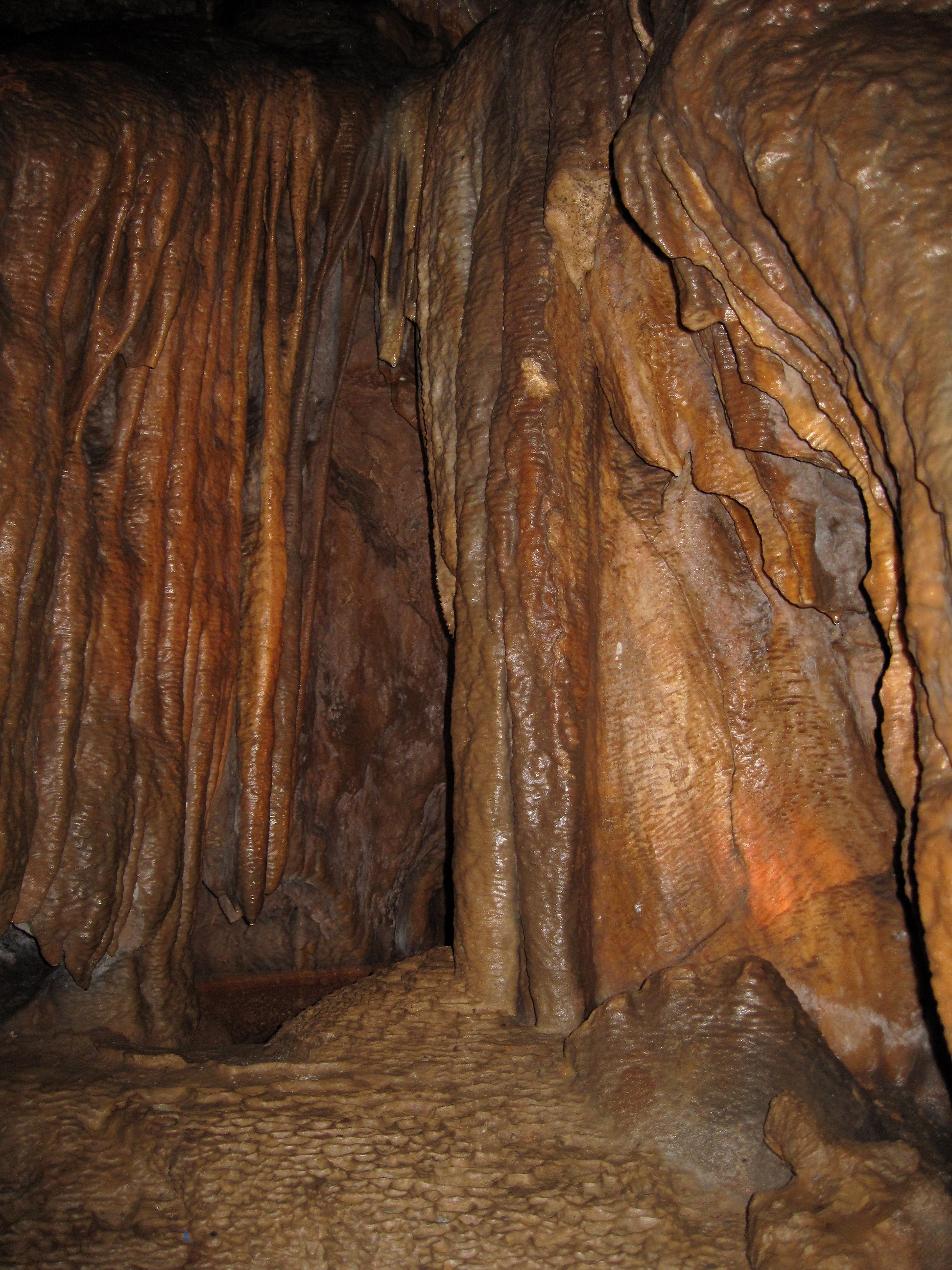

## Népesség
A település népességének változása:
| Lakosok száma | 10 262 | 11 602 | 11 449 | 11 361 | 11 092 | 11 143 | 11 108 |
|               | 1975   | 2015   | 2017   | 2019   | 2021   | 2022   | 2023   |